# Einde van de wereld
Het einde van de wereld is de ondergang van de Aarde en/of de menselijke beschaving.

## Algemeen
Het einde van de wereld kan verschillende betekenissen hebben:
- in astronomie: het einde van de Aarde en/of het einde van de mensheid door een rampzalige buitenwereldse gebeurtenis
- in religie: een voorspeld einde der tijden
- in filosofie: een idee over hoe de menselijke beschaving ten onder zou kunnen gaan
- een cultuurramp: uitroeiing van de mensheid door menselijk handelen

## Astronomie
- Meteorietinslagen vormen de grootste kosmische bedreiging voor de menselijke beschaving. De zwaarste meteoriet-inslag vond waarschijnlijk 251 miljoen jaar geleden plaats, aan het einde van het Perm. Dit tijdvak werd afgesloten door de grootste massa-extinctie in de Aardse geschiedenis, wellicht veroorzaakt door de inslag van een meteoriet die meer dan 90% van al het leven uitroeide. Mogelijke inslagplaatsen zijn de Bedout-krater bij Australië en een krater van 483 km diameter onder de zuidelijke ijskap van Antarctica. Het is overigens ook denkbaar dat de Perm-extinctie het gevolg is van een verhoogde vulkanische activiteit. Het uitsterven van de dinosauriërs zo'n 66 miljoen jaar geleden is wellicht ook ten gevolge van een meteorietinslag. Nog ingrijpender is een inslag van een nog groter hemellichaam zoals de hypothetische Theia. Een planeet raakt bijvoorbeeld uit koers en komt in de baan van de Aarde terecht. Dit kan er toe leiden dat de Aarde geraakt wordt en dat de atmosfeer, de ozonlaag en de andere lagen vernietigd worden, waardoor leven op Aarde onmogelijk zou worden. Te nabije passages van grote hemellichamen kunnen bovendien de Aardbaan wijzigen waardoor deze in de Zon valt, uit het zonnestelsel geworpen wordt, of een nieuwe baan aanneemt waardoor de temperatuur te hoog of te laag voor leven wordt.
- Gammaflits: een heftige uitbarsting van hoog energetische gammastraling (ook wel "the great sterilizer" genoemd). Een gammaflits in ons deel van de Melkweg zou mogelijk alle leven op de Aarde vernietigen. Alle tot nu toe waargenomen gammaflitsen vonden plaats in andere sterrenstelsels, miljarden lichtjaren van de Aarde verwijderd. De kans dat er ooit een gammaflits zal voorkomen in de Melkweg is 0,15%.[1]
- De Aarde zou door een zwart gat kunnen worden aangetrokken en daarin verdwijnen.
- Zonnevlammen zouden de Aarde op kunnen warmen, wanneer de uitbarsting groot genoeg is. In maart 1989 veroorzaakten zonnevlammen grote schade aan elektriciteitscentrales in Canada.
- Opwarming van de Aarde. Na verloop van naar schatting 1,5 tot enkele miljarden jaren zal de Zon door toegenomen temperatuur en uitstraling de Aarde zodanig kunnen opwarmen dat de oceanen verdampen. De watermoleculen worden vervolgens in de hogere luchtlagen afgebroken. De Aarde verandert dan in een levenloze woestenij.
- Ditzelfde proces versnelt de verwering van gesteenten waarbij koolstofdioxide uit de atmosfeer wordt gebonden. Hierdoor bevat de atmosfeer steeds minder kooldioxide, waardoor uiteindelijk de planten het loodje leggen. Hierdoor komt er ook minder en minder zuurstof in de atmosfeer waardoor ook dieren verdwijnen. Men vermoedt dat eerst de grotere gecompliceerde levensvormen uitsterven en de kleinere taaiere organismen het het langst zullen volhouden. Uiteindelijk zal het leven verdwijnen.
- Over ongeveer 3,5 miljard jaar kruist de Melkweg de Andromedanevel (M31), waarbij misschien een botsing plaatsvindt. Al is de kans op een frontale botsing met een ster zeer klein, een nabije passage van een ster kan de baan van de Aarde veranderen en deze in de Zon werpen of (waarschijnlijker) uit het zonnestelsel verwijderen. Al ruim voor deze tijd is de Aarde overigens naar alle waarschijnlijkheid onleefbaar geworden.
- De Aardse dagen worden langzaam steeds langer door de gravitatie-interactie met de Maan waardoor uiteindelijk een synchrone rotatie ontstaat. Hierdoor zullen Aardse dagen evenals op de maan een maand duren, waardoor extremere temperatuursschommelingen voorkomen waar het leven wellicht niet tegen bestand is. Overigens zal dit pas na ongeveer 50 miljard jaar gebeuren en is de Aarde tegen die tijd al onleefbaar of vernietigd.
- Zon wordt rode reus. Over ruim vier miljard jaar zwelt de Zon op tot een rode reus, waarbij de temperatuur op de Aarde oploopt tot 2000 K (1727 °C): de Aarde zal dan in essentie een bol vloeibare lava zijn geworden waarop leven onmogelijk is. Er is een kans dat de Zon de Aarde bovendien verzwelgt. Al ruim voor deze tijd is de Aarde overigens naar alle waarschijnlijkheid onleefbaar geworden.

## Religie
In de leer van het christendom, de islam en het jodendom komt een eindtijd voor: het einde van de wereld en een nieuw begin in een hemel of een nieuwe aarde (christendom).
In het boeddhisme verwijst het 'einde van de wereld' soms naar het nirwana, een interne mentale staat van afwezigheid van verlangen, haat en onwetendheid. Een andere betekenis van het einde van de wereld in het boeddhisme is de vernietiging van de materiële wereld aan het eind van een wereld-periode (kalpa). Na dit einde komt de materiële wereld echter weer opnieuw tot ontstaan zoals voorheen.
In verschillende newagebewegingen is deze eindtijd het einde van het "oude denken". In het verleden werd vaak het jaar 2012 genoemd, wat volgens een bepaalde interpretatie van Mayamythologie het einde zou inluiden van de wereld. In de 20e eeuw keek men uit naar het aquariustijdperk. De Hopi-Indianen hebben de "dag van purificatie", waarna er een "grote vernieuwing" zal komen. In de Noordse mythologie was er Ragnarok: de ondergang van de goden en de wereld, waarna een nieuwe frisgroene wereld herrijst.

## Filosofie
De filosoof John Leslie beschrijft in zijn boek The end of the world een aantal ideeën over hoe de menselijke beschaving ten onder zou kunnen gaan:
- Indien er een goddelijk wezen bestaat zou dit kunnen besluiten dat de mensheid het niet meer waard is te leven, waarop het alle mensen zal uitroeien.
- De filosoof Arthur Schopenhauer heeft eens geschreven dat onze planeet beter af zou zijn zonder de mensheid, want "menselijke slechtheid is onoplosbaar". Wanneer iedereen er zo over zou denken, zou de mensheid kunnen eindigen door pessimisme.
- Relativisme leert dat ethisch handelen betrekkelijk is. Wetten en moreel gedrag leunen zwaar op ethisch handelen, dus wanneer dit wegvalt zou de beschaving ten onder kunnen gaan aan egoïsme en chaos.
- Utilitarisme is een stroming waarbij wordt gestreefd naar het hoogst haalbare welzijn van de mensheid. Wanneer hierbij wordt besloten dat iedereen een gelijke portie geluk toekomt, mogen er geen kinderen meer worden geboren. Want als niet iedereen het geluksgevoel van het hebben van kinderen kan bezitten, mag volgens deze regels niemand dat.
- De deontologie, die uitgaat van absolute ethische gedragsregels, zou in extreme vorm er voor kunnen zorgen dat een regering of samenleving zich niet mag bemoeien met groepen of personen die de mensheid willen vernietigen, omdat dat een inbreuk op hun persoonlijke vrijheid is.
- De afschrikkingsmacht van Mutual assured destruction bij een nucleaire-oorlogsdreiging zou kunnen worden overschat.
- Rechtvaardige bestraffing zou, wanneer dit tot het extreme wordt uitgevoerd, kunnen leiden tot escalatie, waarbij uiteindelijk na het laatste conflict het overlevende deel van de wereld wordt vernietigd omdat men de rest van de wereld heeft vernietigd.

## Cultuurramp
Gebeurtenissen of rampen op verscheidene terreinen veroorzaakt door de mens zouden tot uitsterven van de mensheid kunnen leiden of het einde van de Aarde als planeet. Hieronder volgt een lijst van mogelijke gebeurtenissen.

### Demografie
Demografische veranderingen kunnen leiden tot uitsterven van de mensheid. Wanneer de hele wereld hetzelfde lage geboortecijfer als West-Duitsland zou hebben, zou volgens John Leslie de mensheid al rond het jaar 2400 uitsterven. Tegen het jaar 2100 zal de wereldbevolking een piek bereiken, waarna een daling zal inzetten.
- In verschillende rijke landen is het geboortecijfer al onder het vervangingsniveau gedaald. Wanneer dit voor de hele wereld zou gelden, sterft uiteindelijk de mensheid uit, het zogenaamde "zachte uitsterven" (soft extinction).
- Dit proces kan zelfversterkend zijn en tot een ´demografische fuik´ leiden. Bevolkingsdaling gaat namelijk gepaard met vergrijzing en zet druk op de economie door het ondersteunen van een steeds groter segment niet-werkende ouderen. Slechtere economische vooruitzichten weerhouden mensen ervan veel kinderen te nemen waardoor het geboortencijfer beneden het vervangingsniveau blijft en zowel de daling als vergrijzing doorzetten.
- Een toekomstige wereldregering zou met een eugenetische of andere bevolkingsbeperkende politiek de mensheid uiteindelijk kunnen laten uitsterven.
- Het aan de macht komen van een beweging als de Beweging ter Vrijwillig Uitsterven van de Mensheid.
- Massale onvruchtbaarheid door milieuvervuiling, geneesmiddelen, biologische veranderingen.
- Een biologische, chemische of politieke gebeurtenis waardoor de menselijke voortplanting wordt bedreigd.

### Evolutie
De mensheid kan al dan niet vrijwillig evolueren in een nieuwe soort, of worden vervangen door een andere soort.
- Technologische singulariteit: De mensheid zou kunnen evolueren in posthumanisten of transhumanisten, met of zonder toepassing van genetische manipulatie. Er zijn ook mensen die geloven dat de mensheid uiteindelijk wordt vervangen door, of opgaat in een kunstmatige intelligentie. Met de mogelijkheden die een bovenmenselijke intelligentie in theorie althans tot zijn beschikking heeft zou de planeet of zelfs het hele zonnestelsel als grondstof kunnen dienen voor megaschaal constructies zoals een dysonbol of een mathrioska brein.[5] Volgens de Dyson-hypothese zal mogelijk zelfs de zon zelf hieraan niet ontkomen en daarmee zou het hele zonnestelsel 'hergebruikt' worden als grondstof voor ons onvoorstelbare constructies.[6]

### Milieu
Verschillende veranderingen in het milieu kunnen een bedreiging voor het voortbestaan van de mensheid worden:
- Klimaatverandering
  - Opwarming van de Aarde door bijvoorbeeld mondiale ontbossing of milieuverontreiniging
  - Een nieuwe ijstijd waardoor de Aarde verandert in een sneeuwbalaarde, bijvoorbeeld door de uitbarsting van een supervulkaan.
- Veranderingen in de aardatmosfeer, bijvoorbeeld het verlies van de ozonlaag of een tekort aan zuurstof in de troposfeer.

### Rampen
Wereldwijde rampen, al dan niet door toedoen van de mensheid kunnen een massale of volledig uitsterven tot gevolg hebben.
- Derde Wereldoorlog - een grote oorlog met massavernietigingswapens, zoals nucleaire wapens, biologische wapens of chemische wapens.
- Pandemie - een nieuwe ziekte die zich snel op wereldwijde schaal verspreidt. Door de toegenomen mobiliteit van de bevolking wordt dit steeds reëler.
- Malthusiaanse catastrofe - deze theorie voorspelt dat overbevolking van de planeet uiteindelijk tot een catastrofe zal leiden.

### Wetenschap
Wetenschappelijk onderzoek kan tot massaal of zelfs algeheel uitsterven van de mensheid leiden. Voorbeelden van "riskant" wetenschappelijk onderzoek:
- Nanotechnologie (zou kunnen leiden tot ecocide: de vernietiging van het ecosysteem door bijvoorbeeld op hol geslagen moleculaire nanorobots die zich eindeloos blijven vermenigvuldigen waarbij ze de aardse biosfeer als grondstof gebruiken.[7]
- Deeltjesfysica (onopzettelijke vervaardiging van een kunstmatige singulariteit of andere gevaarlijke ongelukken)
- Biotechnologie (onvruchtbaarheid, onvoorziene mutaties bij mensen, dieren of planten)

## Vernietiging van de Aarde in sciencefiction

### Film
- 1967 - The Doomsday Machine - Een expeditie van de planeet Venus ziet hoe in het jaar 1975 de Aarde wordt vernietigd.
- 2000 - Titan A.E. - Nadat de Aarde is vernietigd werd Cales vader voor het laatst gezien toen hij wegvloog met het gigantische schip Titan, waarin zich de laatste hoop voor de mensheid zou bevinden.
- 2004 - The Day After Tomorrow - Een klimaatverandering die een nieuwe ijstijd inluidt, waarbij het gehele noordelijk halfrond bevriest.
- 2005 - The Hitchhiker's Guide to the Galaxy - De Vogons vernietigen de Aarde om een hyperruimtelijke snelweg aan te leggen.
- 2009 - Knowing - Nadat de Aarde is getroffen door zonnevlammen betekent dit het einde.
- 2009 - 2012 - Zoals de Maya's voorspelden, wordt de aarde vernietigd door een reeks natuurrampen, als het gevolg van de omkering van de magnetische polen.
- 2011 - Melancholia - Een groep mensen die moeten zien om te gaan met het sterven van de Aarde.

### Televisieseries
- 1981 - The Hitchhiker's Guide to the Galaxy (televisieserie) - De Vogons vernietigen de Aarde om een hyperruimtelijke snelweg aan te leggen.
- 2002 - Odyssey Five - Nadat ze vanuit de ruimte hebben gezien hoe de Aarde werd vernietigd, wordt een groep astronauten terug in de tijd gestuurd om dit te voorkomen.
- 2009 - 2012: Het jaar nul - Peter Hellinga vindt in Mexico een eeuwenoude Maya-codex. In dit bijzondere document wordt uitgelegd wat er in het magische jaar 2012 gaat gebeuren. Direct na het vinden van de codex wordt Peter lastiggevallen door mensen die de codex willen stelen. Hij waarschuwt zijn kleinkinderen Hidde (17) en Twan (16) en hij vertelt hen alles. Zij moeten de codex in veiligheid brengen, mocht Peter iets overkomen.
- 2017 - The 100 (televisieserie) - Praimfaya veroorzaakt het einde van de wereld in de laatste aflevering van seizoen 4 van The 100.